# Iosif Apanasienko
Iosif Rodionowicz Apanasienko (ros. Ио́сиф Родио́нович Апана́сенко; ur. 3 kwietnia?/15 kwietnia 1890 we wsi Mitrofanowskoje (obecnie Apanasienkowskoje), w powiecie nowogrigorjewskim, w guberni stawropolskiej, zm. 5 sierpnia 1943 w Biełgorodzie) – generał armii Sił Zbrojnych ZSRR.

## Życiorys
Pochodził z rodziny ubogiego chłopa. W młodości pracował jako pastuch. W 1911 został powołany do rosyjskiej armii. Szkolenie odbywał w Chasawjurcie w Dagestanie. Uczestniczył w I wojnie światowej. Za zasługi został mianowany chorążym, a pod koniec wojny mianowany dowódcą kompanii karabinów maszynowych.
Pod koniec 1917 został przedstawicielem rady i komitetu wojskowo-robotniczego swojej rodzinnej wsi. W 1918 wstąpił do Armii Czerwonej i brał udział w wojnie domowej w Rosji, a następnie na froncie ukraińskim w wojnie polsko-sowieckiej jako dowódca 6 Dywizji 1 Armii Konnej Budionnego. Podczas tej wojny wykazywał się okrucieństwem, popełniając zbrodnie wojenne wobec polskich jeńców i pielęgniarek, czemu poświęcił dużo miejsca w swojej książce Armia Konna jej były żołnierz Isaak Babel. Dowodził m.in. w czasie bitwy pod Zadwórzem.
W 1923 ukończył wyższe kursy akademickie Armii Czerwonej, a w 1932 Akademię Wojskową im. M. Frunzego, po czym został dowódcą 4 Korpusu Kawalerii. W latach 1935–1938 wchodził w skład dowództwa Białoruskiego Okręgu Wojskowego. 8 lutego 1938 roku został mianowany komandarmem II rangi. W latach 1938–1940 był dowódcą Środkowoazjatyckiego (później: Turkiestańskiego) Okręgu Wojskowego. 4 czerwca 1940 roku został mianowany generałem pułkownikiem. W styczniu 1941 roku został dowódcą Frontu Dalekowschodniego. 22 lutego tego roku został awansowany na generała armii. W czerwcu 1943 został zastępcą dowódcy Frontu Woroneskiego. Podczas walk pod Biełgorodem 5 sierpnia 1943 został śmiertelnie ranny w nalocie niemieckich samolotów i tego samego dnia zmarł.

## Ordery i odznaczenia
- Order Lenina
- Order Czerwonego Sztandaru (sześciokrotnie)
- Medal jubileuszowy „XX lat Robotniczo-Chłopskiej Armii Czerwonej”.